# Schönfeld (Szászország)
Schönfeld település Németországban, azon belül Szászország tartományban. Lakosainak száma 1781 fő (2023. december 31.).

## Népesség
A település népességének változása:
| Lakosok száma | 1847 | 1829 | 1843 | 1838 | 1781 |
|               | 2017 | 2019 | 2021 | 2022 | 2023 |